# Перетягування канату на Олімпійських іграх
Перетягування канату, як командне змагання, входило до програми Олімпійських ігор з 1900 по 1920 рік. Спочатку змагання відбувалося між клубами. Це означало, що одна країна могла здобути декілька олімпійських нагород у цьому виді спорту (у 1904 році Сполучені Штати Америки здобули до своєї скарбниці медалі усіх трьох ґатунків, а на наступних Іграх їхнє досягнення повторили британці).
Свого часу, як олімпійський вид спорту, перетягування канату вважалося частиною легкої атлетики, хоча тепер ці змагання не об'єднують у єдиний вид спорту.

## Медалі. Загальний залік
| Місце  | Країна                | Золото | Срібло | Бронза | Загалом |
| ------ | --------------------- | ------ | ------ | ------ | ------- |
| 1      | Велика Британія (GBR) | 2      | 2      | 1      | 5       |
| 2      | США (USA)             | 1      | 1      | 1      | 3       |
| 3      | Швеція (SWE)          | 1      | 0      | 0      | 1       |
| 3      | Змішана команда (ZZX) | 1      | 0      | 0      | 1       |
| 5      | Франція (FRA)         | 0      | 1      | 0      | 1       |
| 5      | Нідерланди (NED)      | 0      | 1      | 0      | 1       |
| 7      | Бельгія (BEL)         | 0      | 0      | 1      | 1       |
| Всього |                       | 5      | 5      | 3      | 13      |